# Balsamapfel
Der Balsamapfel (Clusia rosea Jacq.), auch Balsamfeige, Rosen-Clusie, Autographenbaum, Cupey oder Copey genannt, ist ein tropischer Baum aus der Karibik. Die entfernt an Äpfel erinnernden Früchte des Baums sind ungenießbar.

## Beschreibung

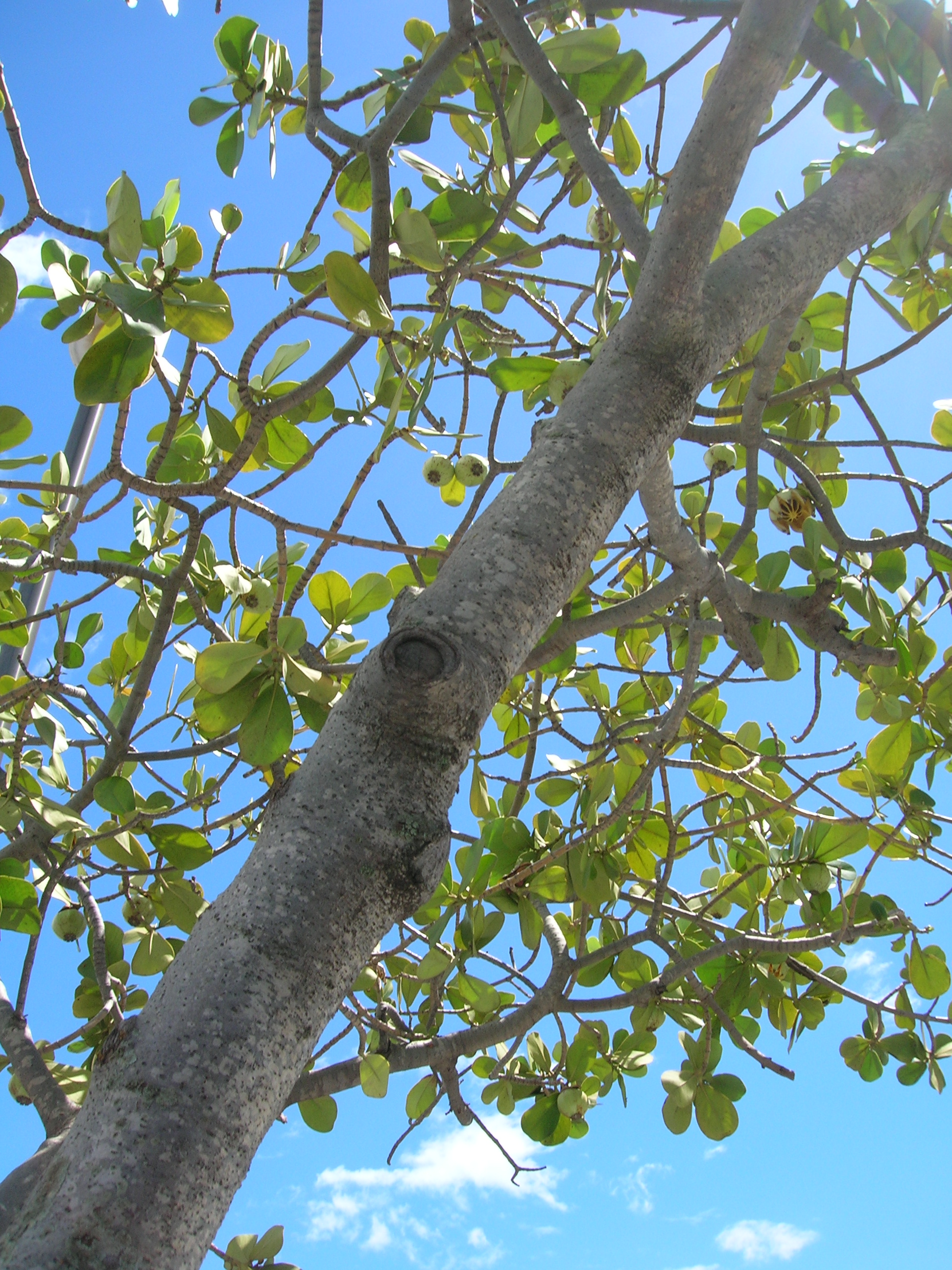
Ansicht des Stamms

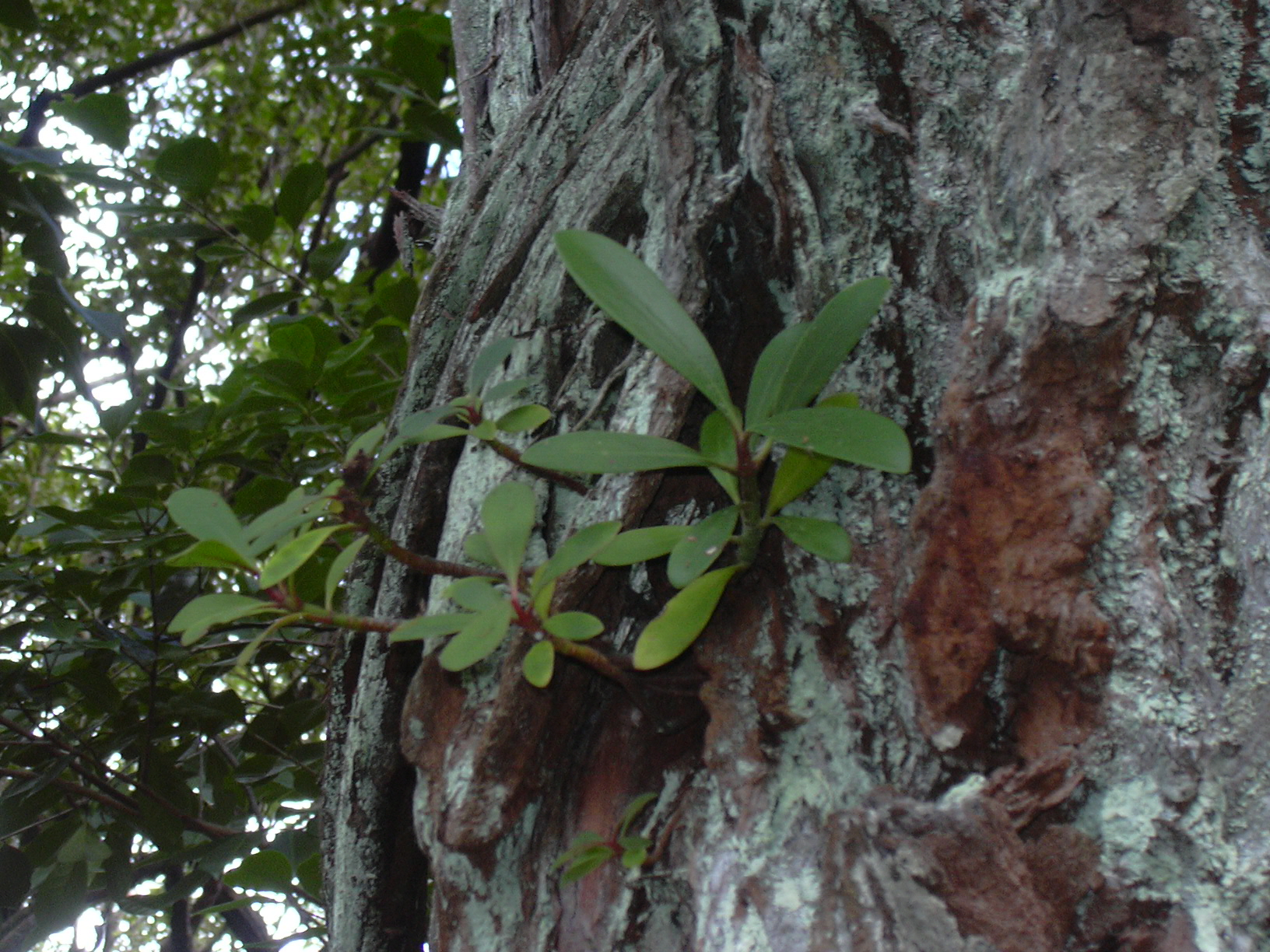
Epiphytisches Wachstum von Sämlingen an einem Eukalyptusbaum

Der immergrüne, hemiepiphytische und schnellwüchsige Baum kann bis maximal 15 bis 20 Meter hoch werden, bleibt jedoch meist in seinen Abmessungen kleiner (um 10 Meter). Er bildet eine breite und dichte, teils weit ausladende Krone. Der Stamm ist verhältnismäßig kurz, mit einem Stammdurchmesser (BHD) bis zu 60 Zentimetern. Die Bodenbewurzelung ist flach, Brettwurzeln werden nicht gebildet und auch keine Pfahlwurzel. Die Borke ist von grau-bräunlicher Farbe und relativ glatt mit vereinzelten warzenähnlichen Ausbuchtungen. Wird die Rinde verletzt, tritt ein gelblicher Milchsaft aus. Dieser Milchsaft (botanisch unzutreffend „Balsam“) wird auch von anderen Pflanzenteilen (Blättern, Früchten) produziert und diente früher unter anderem zum Abdichten von Booten. Daher rührt die englische Bezeichnung „pitch apple“; zu Deutsch „Pechapfel“.
Ein charakteristisches Kennzeichen sind die am Stamm und an den Ästen zu findenden Luftwurzeln, die oft wie Schnüre herunterhängen (Durchmesser 6 bis 8 mm) und vorwiegend von freistehenden Bäumen ausgebildet werden. Sobald sie den Boden erreicht haben, nehmen die Luftwurzeln rasch im Durchmesser zu und können sich zu säulenartigen Sekundärstämmen entwickeln. Sämlinge, die an den Astgabeln des Mutterbaums oder anderer Bäume epiphytisch wachsen, bilden zunächst Luftwurzeln und wachsen nach Erreichen des Bodens rasch in die Breite, wobei sie den Wirtsbaum mit ihrem Wurzelwerk umwickeln und bis zum Absterben bringen können, was jedoch selten passiert. Dieses an Würgefeigen erinnernde Wachstum soll zum englischen Trivialnamen scotch attorney („schottischer Rechtsanwalt“) geführt haben.
Hinsichtlich des Standorts ist Clusea rosea verhältnismäßig anspruchslos. Er wächst auf sandigen und tonigen Böden ebenso wie auf Böden variabler Säuregrade (pH 5,0 bis 8,0). Der Baum ist eine Lichtbaumart und mäßig schattentolerant. In seinem natürlichen Verbreitungsgebiet (den karibischen Inseln) finden sich Jahresmitteltemperaturen von 25,5 bis 27 °C und ein Jahresniederschlag zwischen 600 und 3000 mm. Er übersteht ein- bis zweimonatige Trockenperioden, ist aber grundsätzlich empfindlich gegenüber Frösten und kalten Winterwinden. Der Baum toleriert Salzwassergischt, und er wird deswegen in Florida auch gerne in unmittelbarer Küstennähe angepflanzt.

## Blätter, Blüten und Früchte
Die paddelförmigen und gegenständigen, ledrigen und kahlen Blätter des Baumes sind verkehrt-eiförmig mit abgerundeter bis stumpfer, teils verkehrt-herzförmiger Spitze und sie sind relativ dick und steif. Die Lamina geht keilförmig in einen 1,2 bis 2,5 cm langen Blattstiel über. Die Blätter sind an der Oberseite glänzend und dunkelgrün und an der Unterseite meist hellgrün. Die Blattspreite ist 7,5 bis 15 cm lang und 5 bis 11 cm breit und mit ganzem Rand. Die Mittelvene ist in der unteren Hälfte hellgrün.

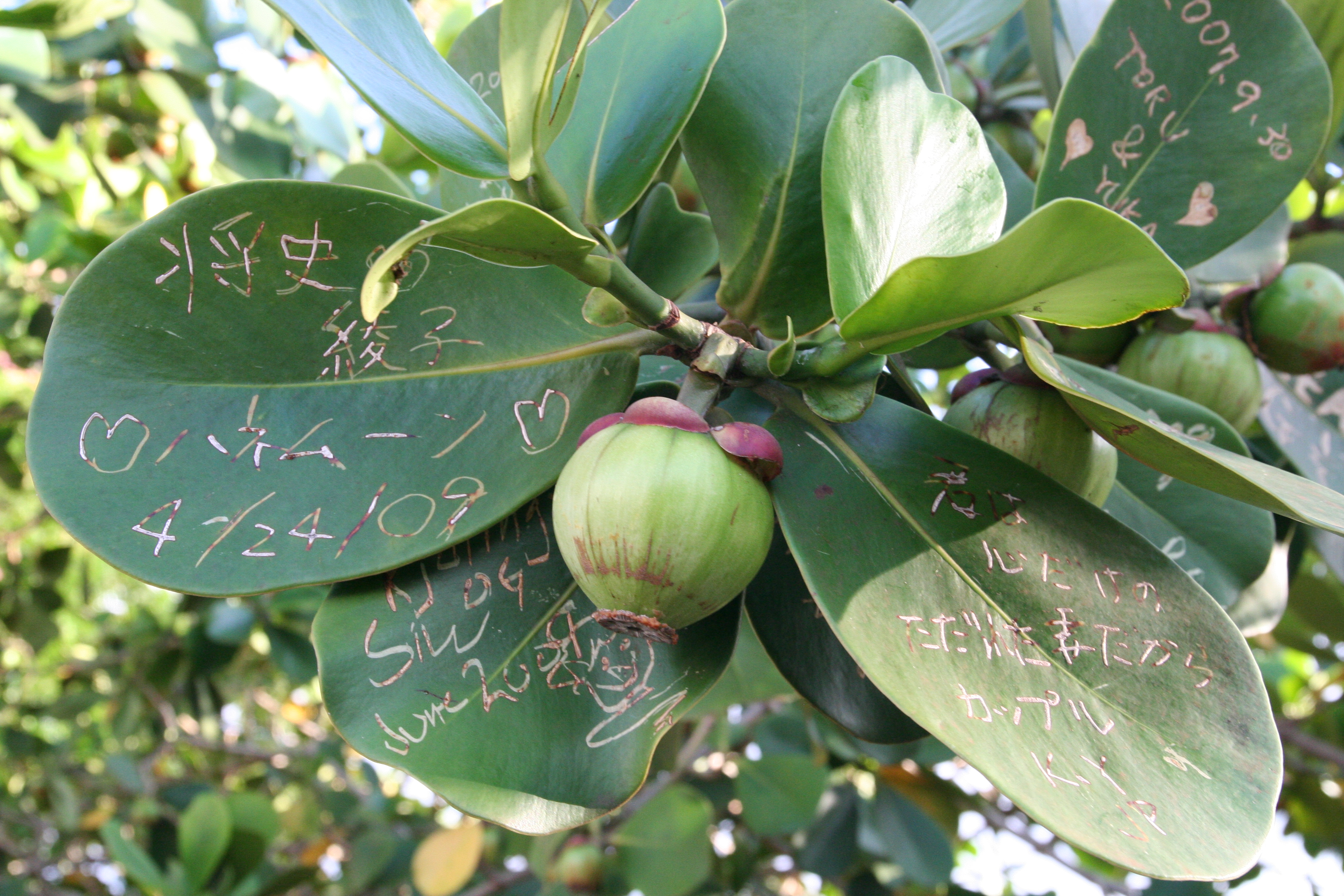
Früchte und Blätter mit Beschriftungen

Wird das Blatt verletzt, bildet sich eine gut und lange sichtbare Narbe aus (die Blätter haben eine durchschnittliche Lebensdauer von 15 Monaten). Diese Eigenschaft hat zur Bezeichnung „Autographenbaum“ (englisch autograph tree) geführt. Zur Zeit der spanischen Kolonialherrschaft verwendeten Soldaten die von ihnen „beschrifteten“ Blätter als Spielkarten und Notizpapier. Sie wurden auch schon als Postkarten versendet. In botanischen Gärten und öffentlichen Parkanlagen wird der Baum häufig von Personen, die ihre Graffiti hinterlassen, verunstaltet.
Clusea rosea ist getrenntgeschlechtlich zweihäusig diözisch und blüht meist in den Sommermonaten. Es werden achsel- oder fastendständige, kurze zymöse Blütenstände mit bis zu drei Blüten gebildet, oder die Blüten erscheinen einzeln. Sie sind mit Vor- und Deckblättern unterlegt.
Die Blüten mit doppelter Blütenhülle sind sehr dekorativ und weiß oder weiß-rosafarben. Die Blüten sind etwa 7,5 cm breit und bestehen aus vier bis sechs grün-rötlichen Kelchblättern und meist sechs bis acht sich überlappenden, verkehrt-eiförmigen, ca. 3 cm langen Kronblättern. Es existieren zwittrige und weibliche sowie männliche Blüten. Weibliche Blüten weisen einen kleinen Ring aus verwachsenen, kurzen Staminodien auf, die eine klebrige Flüssigkeit absondern, die Insekten anlockt. Außerdem findet sich ein aus meist sechs bis zehn Fruchtblättern bestehender, oberständiger Fruchtknoten mit sitzender, mehrlappiger, radiärer Narbe. Männliche Blüten tragen zahlreiche, kreisförmig angeordnete funktionale, basal verwachsene Staubblätter in zwei Kreisen und verschmolzene, kurze Staminodien in der Mitte, die einen klebrigen Saft absondern.
Die grünlich-braunen, -rötlichen, ledrigen Früchte, mit anhaftendem Kelch und beständiger, radiärer Narbe, sind fleischige, kugelförmige, bis 8 cm große, septizide Kapselfrüchte. Das reife Fruchtgewicht beträgt etwa 70 Gramm. Nur sehr oberflächlich ähnelt die Frucht einem Apfel. Die Früchte sind nicht essbar und wurden sogar als für den Menschen giftig beschrieben. Sie werden aber von Fledermäusen und Vögeln gefressen. Die Früchte öffnen sich in reifem Zustand sternförmig, krallenartig und fallen vom Baum ab. In geöffneten Zustand werden sechs bis zehn Samenfächer sichtbar, in die jeweils etwa 12 Samen eingebettet sind, die von einem klebrigen, rötlichen Arillus überzogen sind. Die Tausendkornmasse der Samen beträgt etwa 12 Gramm (1 Same = 0,012 g). Die geöffneten Früchte locken zahlreiche Vögel an, die die Samen weiter verbreiten. Beim Trocknen der Frucht verfärbt sich diese bräunlich und die Segmente fallen auseinander.
Auch ungeschlechtliche Fortpflanzung (Apomixis) ist möglich.

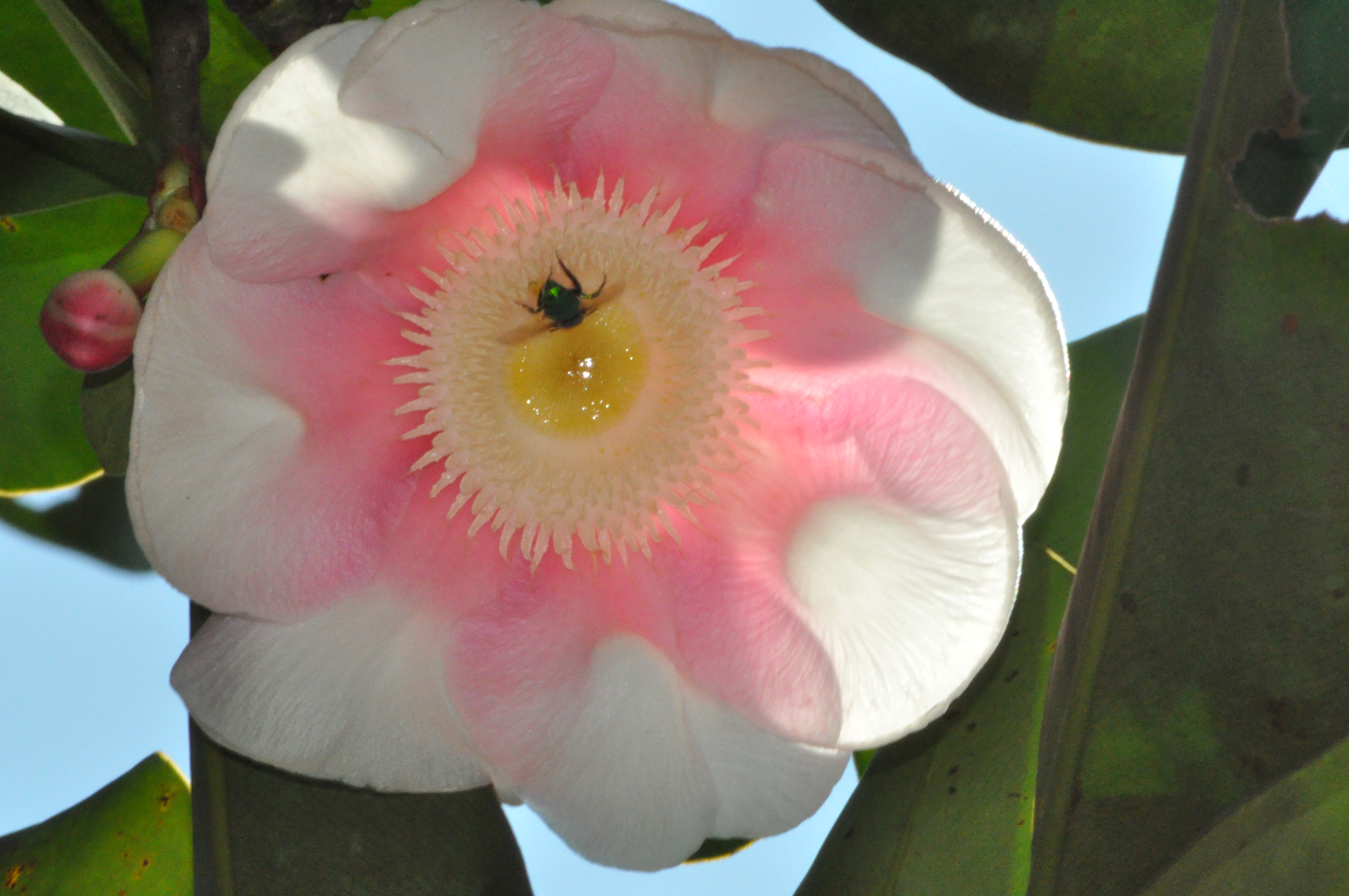
Männliche Blüte mit den Staubblättern in zwei Kreisen und in der Mitte sind die Staminodien, die einen klebrigen Saft absondern
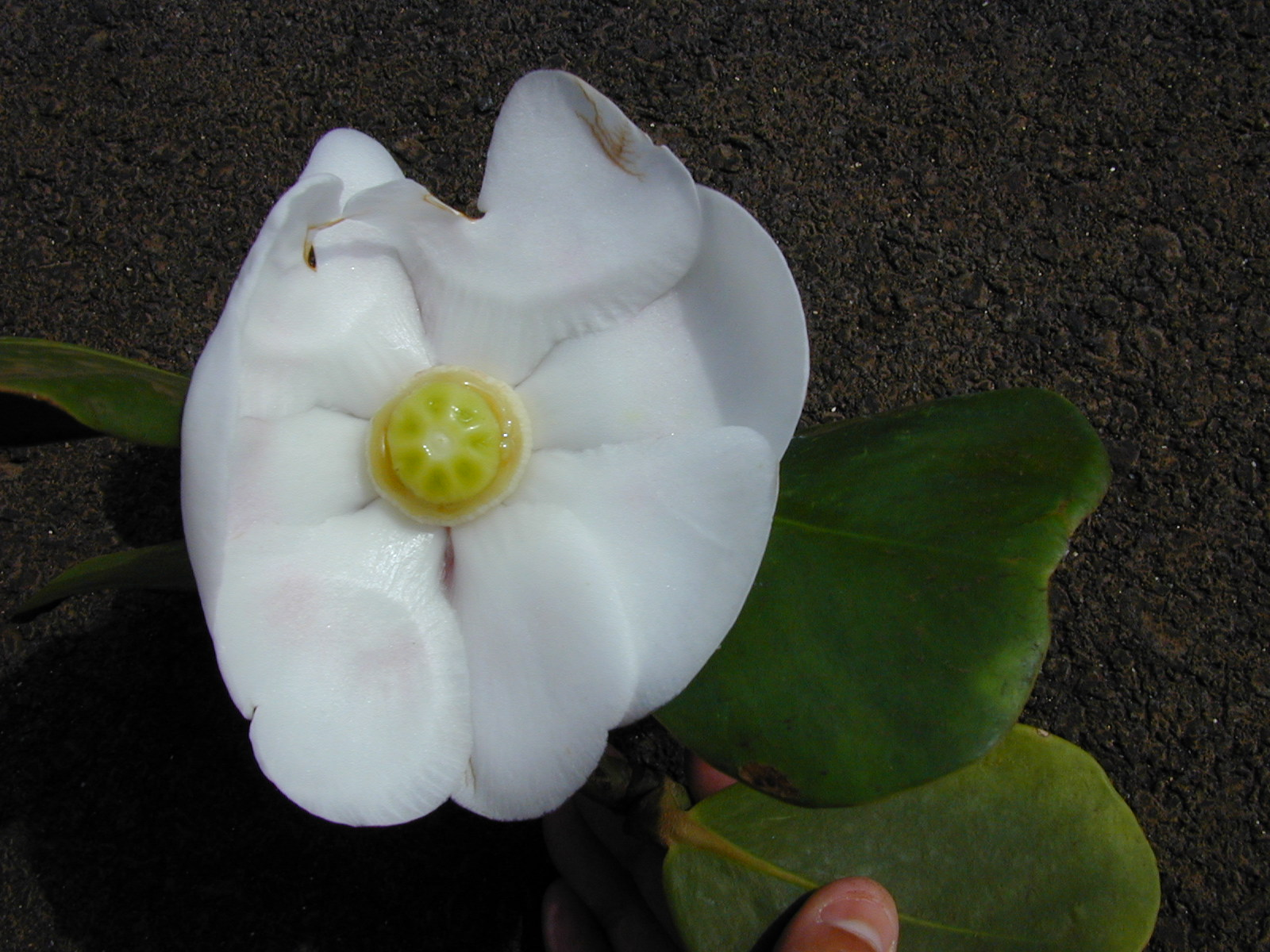
Weibliche Blüte mit einem Ring von Staminodien um den Fruchtknoten, die einen klebrigen Saft absondern
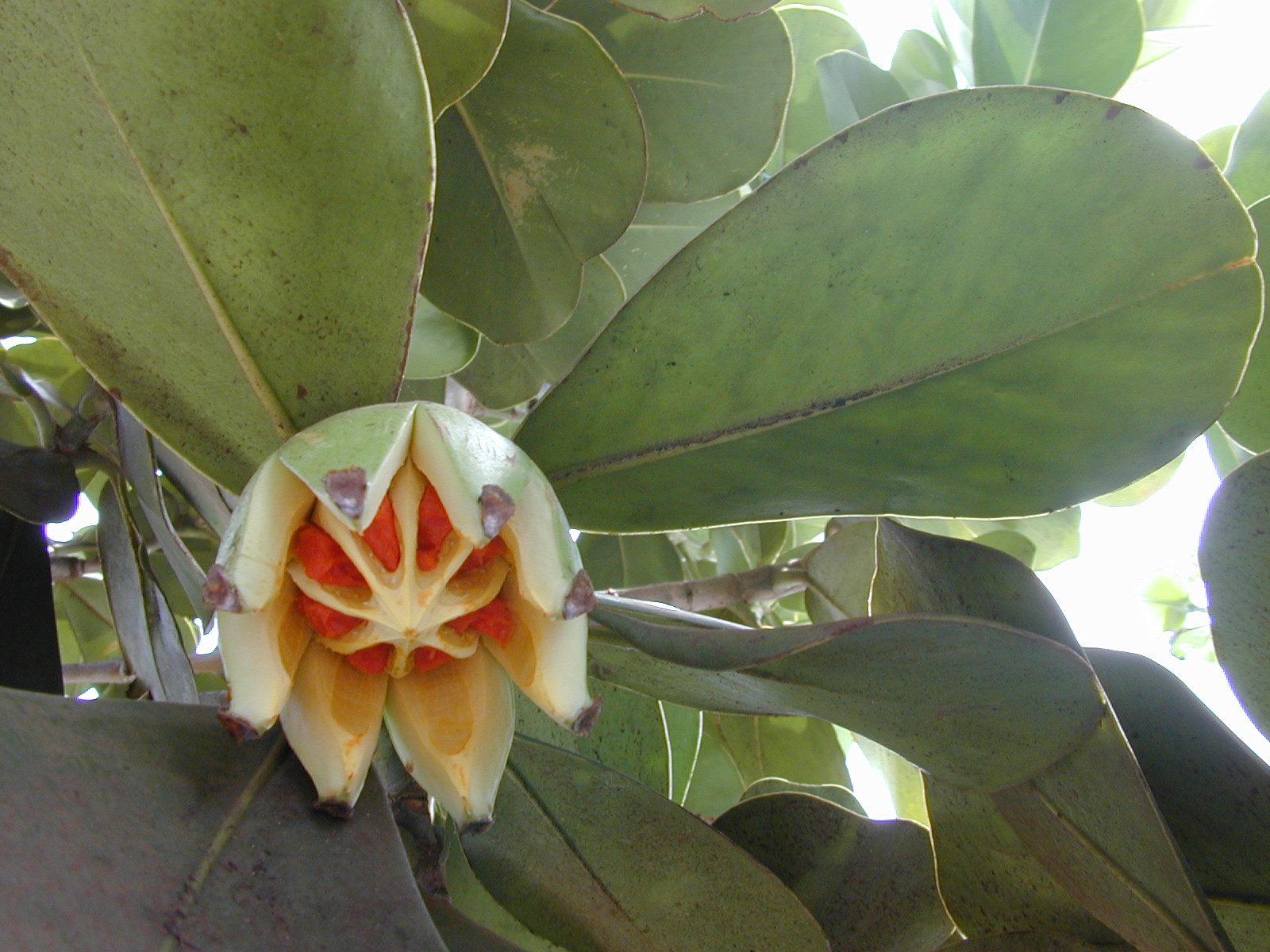
Reife geöffnete Frucht
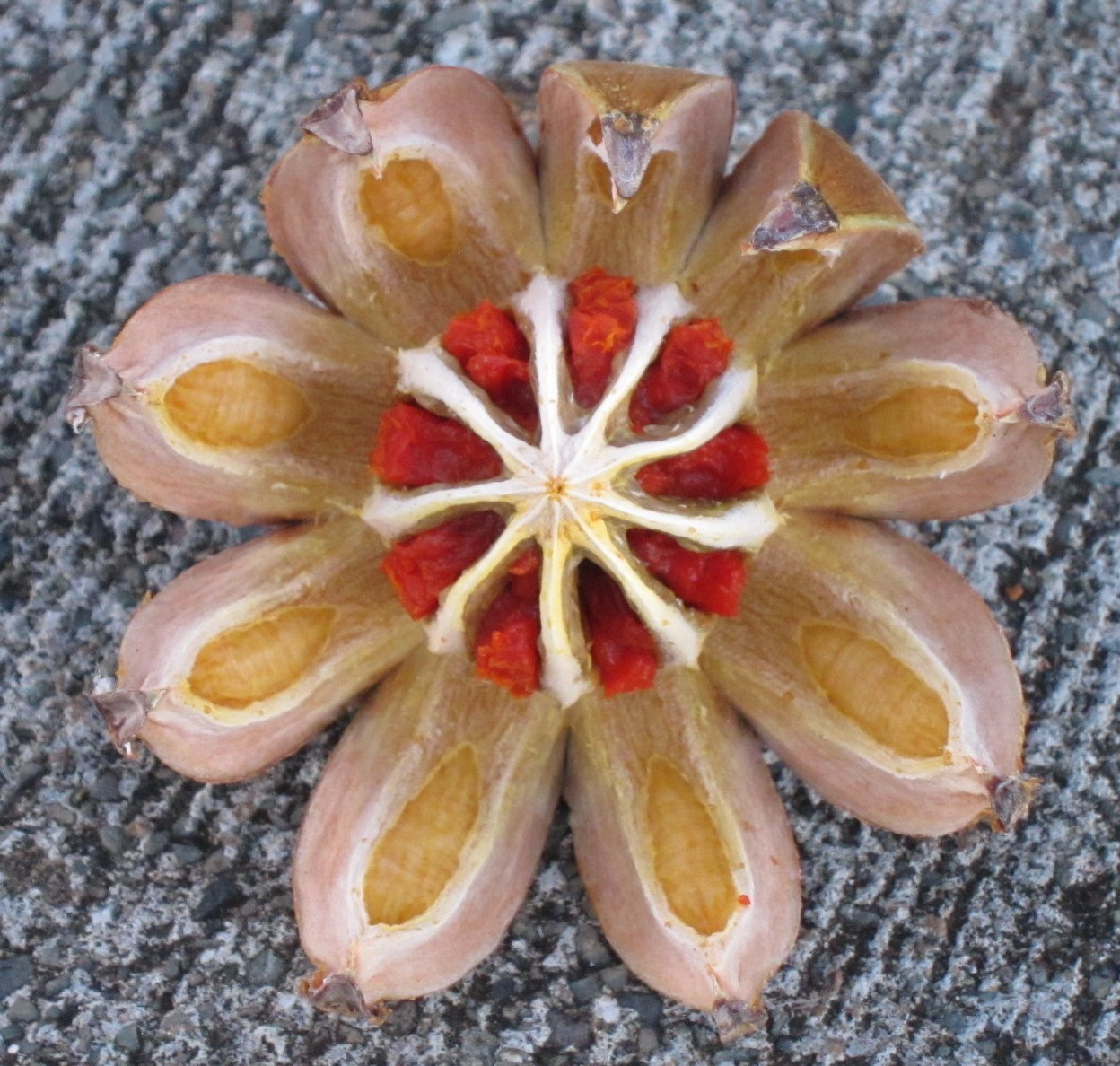
Abgefallene, geöffnete Frucht mit Samenfächern
Samen mit rötlichem Arillus

## Vorkommen
Das ursprüngliche Verbreitungsgebiet des Baums ist die Karibik (Kuba, Jamaika, Hispaniola, Puerto Rico, Bahamas etc.), aber auch Nord-Südamerika bis nach Süd-Mexiko. Im südlichen Florida tritt er ebenfalls schon lange auf, wurde aber vermutlich erst in früheren Jahrhunderten dorthin eingeführt.
Die Pflanze wurde auch in andere Weltregionen exportiert, z. B. nach Südafrika, Indien, West-Brasilien und Sri Lanka. In Hawaii erfreute sie sich lange Zeit großer Popularität und wurde vielfach angepflanzt. Mittlerweile wird dies kritischer gesehen und der Baum als invasive Pflanze eingestuft. Älteren Berichten über ein Vorkommen in anderen südamerikanischen Ländern (Mexiko, Kolumbien, Venezuela) liegt wahrscheinlich eine Verwechslung mit anderen Clusia-Arten zugrunde.

## Systematik

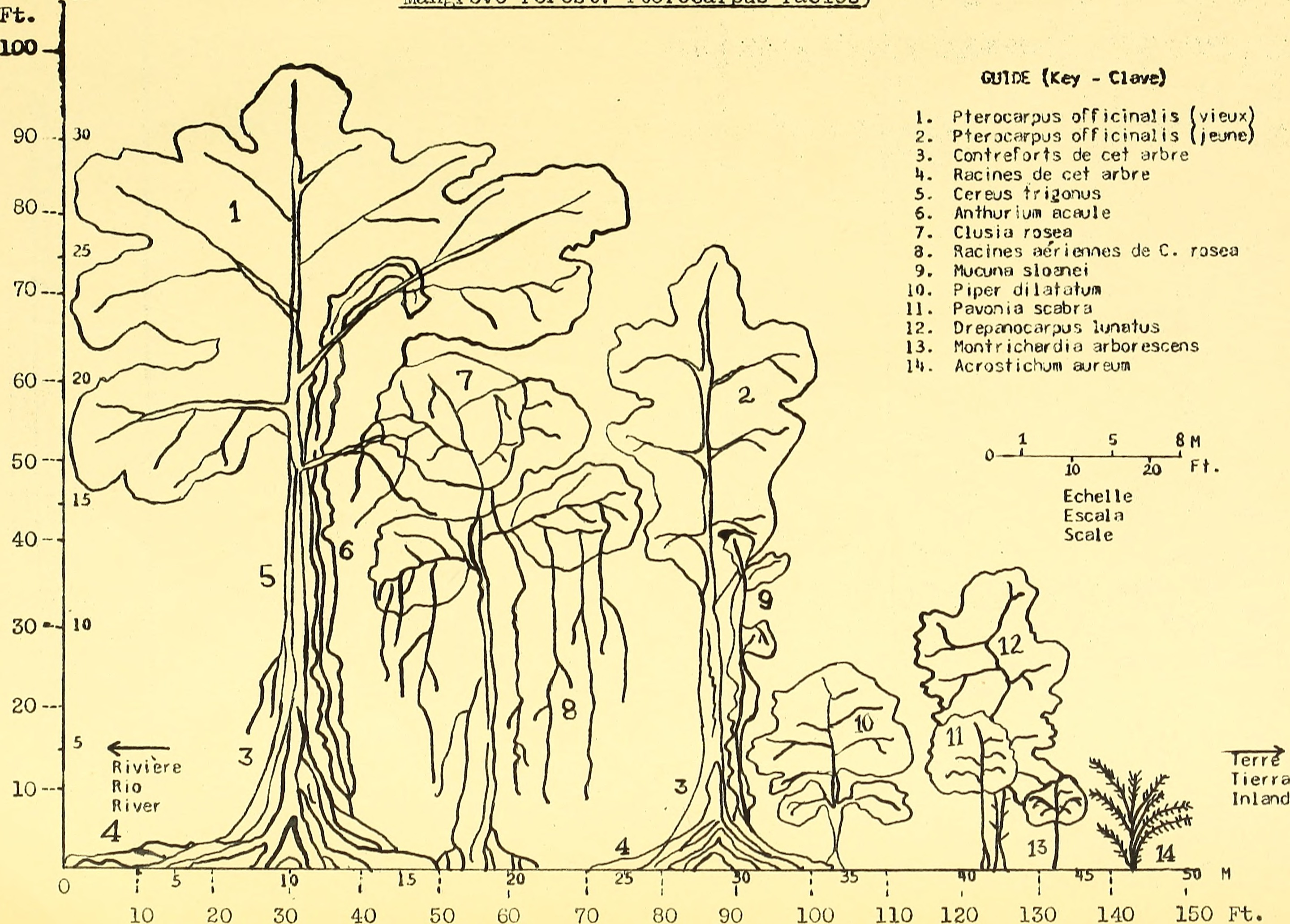
Zeichnerischer Größenvergleich des Balsamapfels (7) mit anderen Tropengewächsen der Karibik, deutlich dargestellt die Luftwurzeln

Der Gattungsname Clusia bezieht sich auf den französisch-niederländischen Arzt und Botaniker Charles de l’Écluse (Carolus Clusius, 1526–1609). Als eigentlicher wissenschaftlicher Erstbeschreiber der Spezies gilt der niederländisch-österreichische Botaniker Nikolaus Joseph von Jacquin (1727–1817), der den Namen in seiner 1760 erschienenen Enumeratio Systematica Plantarum 34 prägte.
Synonyme sind Clusia rosea L., Clusia retusa Poir., Clusia silvicola Britton, Elwertia retusa Raf., Firkea rosea (Jacq.) Raf., Clusia rosea var. colombiana Cuatrec., Clusia rubra Krebs, Clusia alba Kunth, Clusia plukenetii Hodge non Urb.

## Biochemie
Der Balsamapfel gehört zu den sogenannten CAM-Pflanzen, bei denen die Aufnahme von Kohlendioxid (CO2) und dessen weitere Assimilation zeitlich voneinander getrennt sind. In der Nacht wird CO2 über die geöffneten Stomata aufgenommen, in Form von Äpfelsäure fixiert und in Vakuolen gespeichert. Tagsüber sind die Stomata geschlossen, das CO2 wird aus der Äpfelsäure wieder freigesetzt und im Calvin-Zyklus zum Aufbau von Kohlenhydraten verwendet. Letztlich stellt diese Trennung eine Anpassung an heiße, trockene Klimate dar, da dadurch tagsüber die Verdunstung von Wasser über die Stomata vermieden wird.

## Wirtschaftliche Nutzung
Die wirtschaftliche Nutzung des Baumes ist begrenzt. Meist dient er als reiner Zierbaum und aufgrund seiner dichten Baumkrone als Sichtschutz oder Schattenspender. Unvorteilhaft können dabei die Früchte und großen Blätter sein, die relativ viel Biomasse ergeben. Das Holz ist hart und relativ schwer (r15 = 0,74 g/cm3). Der Kern ist rötlich-braun und der Splint etwas heller. Jahresringe werden nicht gebildet. Trotz seiner Härte ist das Holz wenig dauerhaft, lässt sich schwer trocknen und ist gegen Termitenfraß wenig resistent. Schadinsekten sind für die Bestände von geringerer Bedeutung als Windwurf und Stammbrüche infolge der regelmäßig auftretenden tropischen Wirbelstürme im Verbreitungsgebiet. Das Holz wird als einfaches Bau- und Brennholz verwendet. Aufgrund seiner relativen Anspruchslosigkeit wird dem Baum erhebliche walderhaltende Bedeutung beigemessen.